# Corihuayrachina
Corihuayrachina ist ein Ruinenplatz in Peru in der Nähe von Choquequirao im Vilcabamba-Gebiet auf dem Bergplateau des Cerro Victoria.
Der britische Fotograf und Forscher Peter Frost und der Amerikaner Scott Gorsuch entdeckten 1999 bei einer Wanderung Spuren des Ortes. Im Juni 2001 führte Frost eine Gruppe von Archäologen in das Gebiet, denen der Aufstieg zur auf 3.900 m Höhe liegenden Stadt gelang. Sie entdeckten auf einer Fläche von 6 km² landwirtschaftliche Terrassenfelder, Getreidespeicher, Friedhöfe, Grabtürme, über 100 kreisförmige Gebäude, den Stumpf einer Pyramide und einen 8 km langen Kanal, der zur Bewässerung diente. Das religiöse oder administrative Zentrum dürfte ein offener Platz gewesen sein, unter dem sich eine Grabstätte befindet.
Als die Forscher in Corihuayrachina eintrafen, war die Stadt schon geplündert worden. In den Gräbern befanden sich zwar Skelette, aber keine Grabbeigaben. Die gefundenen Tonwaren und Steinwerkzeuge zeugen von zwei unterschiedlichen Zeitabschnitten. Wahrscheinlich war die Stadt bereits um 1200 gegründet und wieder verlassen worden, um später wieder besiedelt zu werden. Der grandiose Ausblick auf die umliegenden schneebedeckten Berge wurde vermutlich zur religiösen Verehrung der Sonne und zur Entwicklung eines Kalenders genutzt.